# 뉴스와 화제 (KBS 제1라디오)
《뉴스와 화제》는 KBS 1라디오(전국, 수도권 기준 FM 97.3MHz, AM 711kHz)에서 방송되는 아침종합뉴스 프로그램이다. 평일 아침 7시부터 아침 7시 20분까지 방송되며, 출근길의 교통 인구를 주요 청취자층으로 잡고있다.

## 역대 방송시간
| 방송 채널     | 방송 기간                           | 방송 시간                             |
| ------------- | ----------------------------------- | ------------------------------------- |
| KBS 제1라디오 | 1989년 10월 30일 ~ 2004년 10월 16일 | 매주 월요일 ~ 토요일 아침 8:00 ~ 8:40 |
| KBS 제1라디오 | 2004년 10월 18일 ~ 2014년 4월 5일   | 매주 월요일 ~ 토요일 아침 8:00 ~ 8:35 |
| KBS 제1라디오 | 2014년 4월 7일 ~ 2018년 5월 26일    | 매주 월요일 ~ 토요일 아침 8:00 ~ 8:30 |
| KBS 제1라디오 | 2018년 5월 28일 ~ 2020년 2월 1일    | 매주 월요일 ~ 토요일 아침 8:00 ~ 8:25 |
| KBS 제1라디오 | 2020년 2월 3일 ~ 2025년 8월 30일    | 매주 월요일 ~ 토요일 아침 8:00 ~ 8:20 |
| KBS 제1라디오 | 2025년 9월 1일 ~ 현재               | 매주 월요일 ~ 토요일 아침 8:00 ~ 8:15 |

## 진행자
- 앵커 : 소현정 앵커 (여)
- 간추린 뉴스 : 박철규 아나운서
- 오늘의 날씨 : 이설아 기상캐스터

## 역대 진행자
- 박동영 앵커
- 이종학 앵커
- 홍지명 앵커
- 이세강 앵커
- 한상덕 앵커
- 윤제춘 앵커
- 윤석구 기자
- 전종철 앵커
- 정창준 앵커
- 김혜송 앵커
- 김영민 앵커

## 동시 시간대 뉴스 프로그램
- CBS 아침뉴스 (CBS 표준FM)